# EML Admiral Pitka
Az EML Admiral Pitka (ex. Beskytteren) az Észt Haditengerészet Beskytteren osztályú fregattja, az észt flotta zászlóshajója volt. Johan Pitka észt ellentengernagyról nevezték el. Elsősorban aknakereső feladatokra használták. Hadrendi jelzése A320. Pénzhiány miatt 2008-ban üzemen kívül helyezték. 2013 júniusában kivonták a hadrendből, majd 2014-ben szétbontották.

## Története

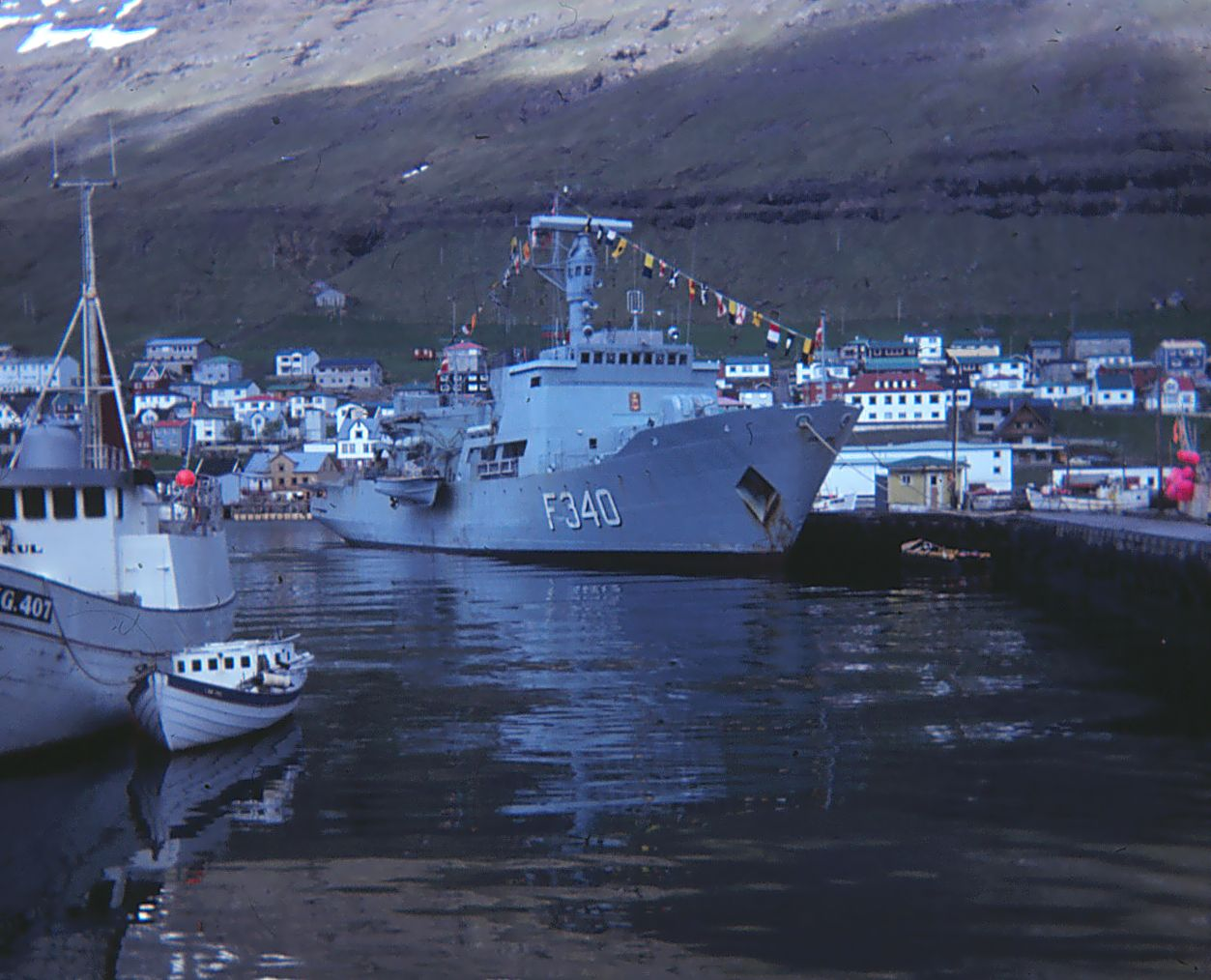
A Beskytteren Klaksvik kikötőjében 1979-ben

A hajót Dániában, az aalborgi hajógyárban építették. 1975. május 29-én bocsátották vízre, majd 1976. február 27-én állították szolgálatba a Dán Haditengerészetnél mint a hajóosztály névadó egysége HDMS Beskytteren néven, F340 hadrendi jelzéssel. Dánia a hajót 2000-ben vonta ki a hadrendből, és még abban az évben Észtországnak ajándékozták, ahol hadrendbe állították. Az észt hadilobogót 2000. november 21-én ünnepélyes keretek között, Lennart Meri észt elnök jelenlétében vonták fel a hajóra.
A hajó az észak-atlanti térségben, Grönland körzetében, jeges körülmények közötti használatra tervezték, ezért megerősített hajótesttel rendelkezik.
A hajó az Észt Haditengerészet Aknakereső Hadosztályának (Miinilaevade Divisjon) kötelékében tevékenykedett. Az Admiral Pitka a balti országok aknakereső kötelékének, a BALTRON-nak (Balti-Naval Squadronnak) a parancsnoki hajója is volt egyúttal. Az észt védelmi költségvetés szűkössége miatt nem volt pénz a hajó karbantartására és üzemeltetésére, ezért 2008-ban üzemen kívül helyezték. A korábbi tervek szerint 2012–2015 között ismét személyzetet szerveztek volna a hajóra és üzembe akarták állítani, végül azonban 2013. június kivonták a szolgálatból. A hajót Észtország vissza akarta adni Dániának, de az nem tartott rá igényt, végül 2014 márciusában szétbontották.

## Jellemzői
Fegyverzetét egy darab forgatható toronyba épített 76 mm-es ágyú, valamint két 12,7 mm-es Browning M2HB géppuska alkotja. A hajó tat részén helikopter-leszálló fedélzet található.